# Jan Kanty Jordan
Jan Kanty Jordan herbu Trąby (ur. w 1792 w Jaronowicach) – prezes stowarzyszenie akademickiego Panta Koina, właściciel ziemski, mason.
Syn komornika granicznego lelowskiego Teodora i Ludwiki Chwalibóg.
Skończył szkołę pijarów w Warszawie, student Wydziału Prawa i Administracji Królewskiego Uniwersytetu Warszawskiego od 1816 roku, magister w 1819 roku. W 1817 roku adiunkt w Komisji Oświecenia Publicznego. W 1820 roku był członkiem loży wolnomularskiej Bracia Polscy Zjednoczeni w Warszawie. Wylegitymowany ze szlachectwa w Królestwie Kongresowym w 1837 roku.